# 美術手帖
『美術手帖』（びじゅつてちょう）は、カルチュア・コンビニエンス・クラブが編集・発行、美術出版社が発売している季刊（年4回発行）の美術誌。愛称は『BT』。A5サイズ。1948年創刊。
近現代美術を中心に、内外の美術動向を紹介する雑誌である。各号ごとの特集のほか、海外ニュース、展覧会ガイドなどを掲載する。
増刊として、年1回『美術手帖年鑑（BT年鑑）』が1957年から刊行されていたが、個人情報保護法の問題もあり、『BT年鑑2006』で休刊した。
2017年にウェブ版を公開している。

## 歴代編集長
- 愛甲健児（1931年生まれ）（？～1967年）
- 宮澤壯佳（1933年生まれ）（1968年～1971年）：「編集人」名義
- 福住治夫（1971年～1973年）別名・高島平吾：「編集人」名義[4]
- 川合昭三（1928年生まれ）（1974年）：「編集人」名義
- 田中為芳（1975年～1978年）：「編集人」名義
- 木村要一（1944年生まれ）（1979年～1985年）：「編集人」名義
- 大橋紀生（1943年生まれ）（1986年～1989年）副編集長：三上豊
- 伊藤憲夫（1952年生まれ）（1990年～1992年）
- 椎名節（1993年～1995年） ：「編集主幹」という役職名。その部下に位置する同時期の「編集長」は篠田孝敏
- 真壁佳織（1996年～1997年）
- 伊藤憲夫（1952年生まれ）（1997年～2001年）（再任）
- 楠見清（1963年生まれ）（2001年～2004年）
- 押金純士（1969年生まれ）（2004年～2008年）
- 岩渕貞哉（1975年生まれ）（2008年～2019年）2019年より「総編集長」
- 橋爪勇介（1983年生まれ）（2019年～）ウェブ版編集長

## 別冊・増刊など
- みづゑ（2001-2007のものは「別冊美術手帖」という位置づけ）
- デザインの現場
- マンガ・テクニック（別冊美術手帖）
- コミッカーズ（別冊美術手帖）

## 芸術評論募集
美術手帖の主催で、不定期に「芸術評論募集」が開催されている。第1回は1954年で（ただし、月刊『美術批評』の「新人評論募集」という位置づけ）、最新のものは、2019年に募集された「第16回」。

### 第1回（1954年）
- [主席] 東野芳明「パウル・クレー論」

### 第2回（1955年）
- [第一席] 中原佑介「創造のための批評」

### 第3回（1958年）
- [第一席] 織田達朗「「原爆の図」とその周辺」
- [次席] 松本俊夫 ※掲載が予告されながらも掲載されず。

### 第4回（1963年）
- [第一席] 宮川淳「アンフォルメル以後」
- [佳作] 安藤貞之
- [佳作] 日向あき子
- [佳作] 早野永明
- [佳作] 本間禎一

審査員：瀧口修造、浜口隆一、針生一郎

### 第5回（1965年）
- [佳作] 中村英樹「両義的イメージの予感」
- [佳作] 平井亮一「私の主題」

審査員：瀧口修造、浜口隆一、針生一郎

### 第6回（1969年）
- [第一席]  大久保喬樹「ジャクスン・ポロック」
- [佳作] 菅木志雄「転位空間〈未来のノートから〉」（筆名：桂川青）
- [佳作] 李禹煥「事物から存在へ」

### 第7回（1972年）
『みつゑ』800号として。
- [第一席] 谷新「芸術における〈制度〉の問題」
- [佳作]  伏久田喬行「何故〈表現〉なのか--前提としての〈存在〉概念の素描」
- [佳作] 小林康夫「劇(ドラマ) 読むことについて」

審査員：針生一郎、中原佑介、宮川淳

### 第8回（1979年）
『美術手帖』創刊30周年記念
- [入選] 秋田由利「美術における終焉と自由 − 構造主義以降の一地平から」
- [入選] 西嶋憲生「時代・仕事・アイデンティティーデラシネからの再生のために」
- [佳作] 那賀裕子 + 貞彦「発生的絵画の発生」
- [佳作] 高橋誠「P・セザンヌとD・H・ロレンス − 現象学的考察」

審査員：針生一郎、多木浩二、藤枝晃雄

### 第9回（1983年）
創刊500号記念
- [第一席] 松浦寿夫「絵画のポリティーク」
- [佳作] 田野金太
- [佳作] 篠田達美
- [佳作] 暉峻創三

審査員：高階秀爾、東野芳明、中原佑介

### 第10回（1986年）
- [第一席] 倉林靖「「ポスト・モダン」あるいはイメージのアナーキズムについて」
- [第一席] 石津隆志「絵画の場所」
- [佳作] 清水哲朗「器官〈オルガヌ〉からの逃避」
- [佳作] 飯島洋一「挑発する頂部」

審査員：多木浩二、東野芳明、中原佑介

### 第11回（1993年）
- [第一席] 伊藤制子「水のオマージュとしての音楽 − 武満徹論」
- [佳作] 西村智弘「ウォーホル/映画のミニマリズム」
- [佳作] 菅章「アンチ・ミメーシスの文脈 − 川俣正におけるコンテクストの意味」

審査員：多木浩二、中原佑介、酒井忠康

### 第12回（2003年）
審査員による座談会「新しい批評の時代のために」が掲載。
- [佳作] 木村覚「踊ることと見えること-土方巽の舞踏論をめぐって」
- [佳作] 土屋誠一「失くしたものの在処をめぐって-斎藤義重、1973年、再制作」
- [佳作] 福住廉「alternative reality アマチュア・ストリート・クリティカル」

審査員：谷川渥、小林康夫、椹木野衣

### 第13回（2005年）
- [佳作] 荒木慎也「受験生の描く絵は芸術か」
- [佳作] 粟田大輔「榎倉康二における出来事性と層の構成」
- [佳作] 大森俊克「グレゴール・シュナイダー試論・建築と有限」

審査員：谷川渥、椹木野衣、中村英樹

### 第14回（2009年）
「『美術手帖』創刊60年記念」と銘打たれている。
- [第一席] 沢山遼「レイバー・ワーク − カール・アンドレにおける制作の概念」
- [佳作] 石村実「藤井博論 − もの・言葉・時間」
- [佳作] 野田吉郎「余白に（アド・マルギネム）─55年後のパウル・クレー試論」
- [佳作] 本阿弥清『「もの派」─隠された真実をめぐって』
- [佳作] 森啓輔「高松次郎《THE STORY》─反復および知覚される持続について」
- [佳作] 奥村雄樹（筆名：山辺冷）「河原温の量子重力的身体─あるいは時空の牢獄性と意識の壁抜けについて」

審査員：谷川渥、椹木野衣、松井みどり。

### 第15回（2014年）
『美術手帖』通巻1000号を記念して開催。
- [第一席] gnck「画像の問題系　演算性の美学」
- [次席] 塚田優「キャラクターを、見ている。」
- [佳作] 勝俣涼「未来の喪失に抗ってーダン・グレアムとユートピア」
- [佳作] 井上幸治「風間サチコ論ー植民地表層の現在」
- [佳作] 中尾拓哉「造形、その消失においてーマルセル・デュシャンのチェスをたよりに」

審査員：谷川渥、椹木野衣、松井みどり。

### 第16回（2019年）
『美術手帖』創刊70周年を記念して開催。112件の応募。第1席該当者なし。
- [次席] ウールズィー・ジェレミー「インターネット民芸の盛衰史」
- [次席] 北澤周也「東松照明『日本』(一九六七年)と「群写真」− 社会化された自由な「群れ」 −」
- [佳作] 大岩雄典「別の筆触としてのソフトウェア——絵画のうえで癒着／剥離する複数の意味論」
- [佳作] 沖啓介「Averages 平均たるもの　エドワード・ルシェから始める」
- [佳作] はがみちこ「『二人の耕平』における愛」
- [佳作] 布施琳太郎「新しい孤独」

審査員：椹木野衣、清水穣、星野太